# Оранский, Пётр Васильевич
Пётр Васи́льевич Ора́нский (5 марта 1899, Славный, Новоторжский район — 22 июля 1960, Свердловск) — советский архитектор, автор проектирования и застройки соцгородка Уралмаш, один из авторов плана «Большого Свердловска», главный архитектор Свердловска в 1944—1952 годах.

## Биография

### Ранние годы
Родился 20 февраля (5 марта) 1899 года в деревне Выставка (ныне — посёлок Славный) Новоторжского уезда Тверской губернии в семье учителя рисования.
В 1919 году поступил в Высший художественно-технический институт (ВХУТЕИН) в Петрограде. Одновременно с учёбой работал помощником архитектора на заводе Красный Треугольник (1922—1924), занимался строительством железной дороги и гражданских зданий в Ораниенбауме (1924—1926), принимал участие в строительстве трамвайного парка имени Блохина в Ленинграде.

### Работа в Свердловске

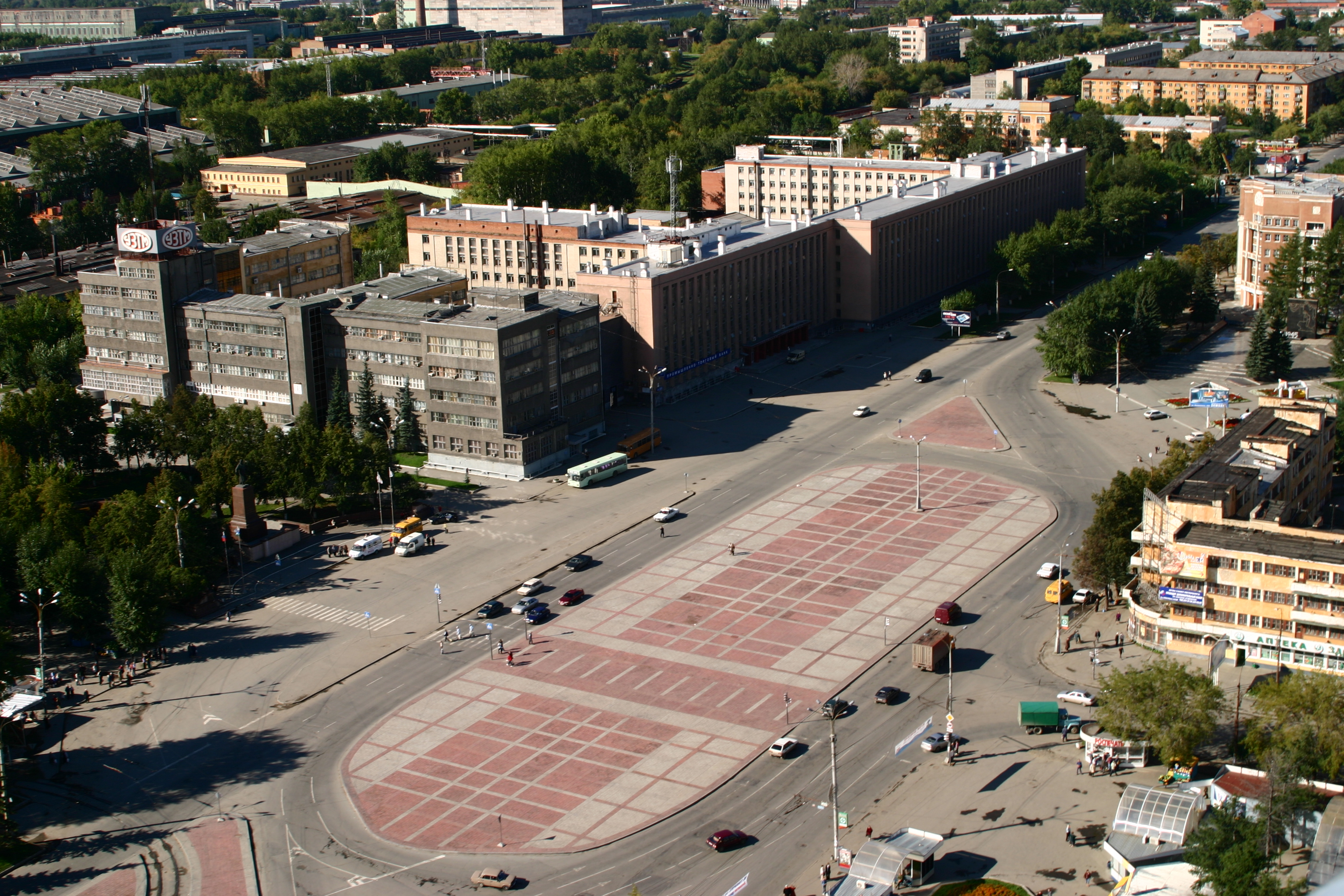
Площадь Первой Пятилетки перед Уралмашзаводом, 2004 год

В 1927 году Оранский окончил институт и на следующий год прибывает в Свердловск для участия в масштабном строительстве соцгородка Уралмаш. Став заведующим проектным отделом гражданского проектирования «Уралмашстроя», архитектор в 1929 году составляет генеральный план жилой застройки района. Весь соцгородок Оранский планировал застроить в едином ансамбле конструктивизма. По идеям Петра Васильевича, главной частью района стала заводская площадь им. Первой Пятилетки, от которой лучами отходили три улицы: Ильича, Сталина и Культуры. За время работы на строительстве соцгородка Уралмаш Оранским было разработано и возведено множество сооружений: клуб инженерно-технических работников на 700 мест (1934), здания школы-десятилетки (1935) и школы-семилетки (1932), клуб Уралмашзавода (1937), стадион на 12 тысяч зрителей (1934), здание кинотеатра (1933), здание заводоуправления УЗТМ (1931), парк культуры и отдыха УЗТМ (1935) и др.
В 1934—1935 годах участвовал в составлении плана «Большого Свердловска» вместе с архитектором Сигизмундом Домбровским.
С 1944 по 1952 годы Пётр Васильевич Оранский занимал должность главного архитектора Свердловска. За время работы в этой должности архитектор переработал устаревший план развития города, определив целью развития компактность, объединение отдельных частей города.
Помимо архитектурной деятельности, Оранский преподавал проектирование и градостроение в Свердловском архитектурно-строительном техникуме, в Институте коммунального хозяйства. В 1952 году был назначен на должность доцента кафедры архитектуры Уральского политехнического института.
Награждён медалью «За доблестный труд в Великой Отечественной войне 1941—1945».
Скончался 22 июля 1960 года в Свердловске, похоронен на Михайловское кладбище (упоминание о захоронении П.Оранского на Лютеранско-католическом кладбище ошибочно.